# Wedelia kerrii
Wedelia kerrii là một loài thực vật có hoa trong họ Cúc. Loài này được N.E.Br. miêu tả khoa học đầu tiên năm 1894.